# Jean Lafon
Pour les articles homonymes, voir Lafon.
Jean Lafon, né le 27 septembre 1908 à Barbezieux et mort le 6 février 1986 à Barbezieux-Saint-Hilaire, est un homme politique français.

## Détail des fonctions et des mandats
Mandat parlementaire
- 19 juillet 1970 - 19 juillet 1973 : Député de la Charente